# Spilogona padlei
Spilogona padlei este o specie de muște din genul Spilogona, familia Muscidae, descrisă de Huckett în anul 1965.
Este endemică în Northwest Territories. Conform Catalogue of Life specia Spilogona padlei nu are subspecii cunoscute.